# Psephenops maculicollis
Psephenops maculicollis är en skalbaggsart som beskrevs av Darlington 1936. Psephenops maculicollis ingår i släktet Psephenops och familjen Psephenidae. Inga underarter finns listade i Catalogue of Life.